# Antônio Silva
Antônio Carlos Silva (Brasília, 14 settembre 1979), detto Pezão (Piedone in lingua portoghese) o Bigfoot, è un ex lottatore di arti marziali miste brasiliano che ha combattuto nella divisione dei pesi massimi nell'organizzazione UFC.
È stato il primo ed ultimo campione dei pesi massimi nella defunta organizzazione EliteXC, nonché campione dei pesi supermassimi nella promozione britannica Cage Warriors e campione dei pesi massimi nella Cage Rage.
Silva è uno dei soli sei lottatori che sono riusciti ad ottenere una vittoria contro Fëdor Emel'janenko.
Dopo aver conquistato il titolo nell'EliteXC Silva è stato testato positivo per lo steroide anabolizzante Boldenone, venendo sospeso per un anno e multato di 2.500 dollari della Commissione Atletica della California. Secondo il manager del brasiliano, il risultato di positività è stato causato dall'uso di Novadex, un farmaco utilizzato per alzare i livelli di testosterone che Silva adopera per contrastare i bassi livelli di testosterone causati dalla sua acromegalia.

## Carriera nelle arti marziali miste

### Inizi
Antonio Silva, il cui soprannome "Pezão" viene generalmente tradotto dai media anglofoni in "Bigfoot" ("Piedone" in lingua italiana), inizia la sua carriera da professionista di arti marziali miste nel 2005 nel Regno Unito, entrando a far parte della Wolfslair MMA Academy.
Nel suo match d'esordio sconfigge Tengiz Tedoradze per KO tecnico nel primo round, e successivamente ottiene un'altra vittoria sempre durante la prima ripresa combattendo per la promozione Cage Warriors.
In luglio viene scelto come contendente al vacante titolo dei pesi massimi Cage Rage e sfida il connazionale Rafael Carino, vincendo per KO tecnico nel primo round e divenendo campione.
Quattro mesi dopo difende il titolo mettendo KO lo statunitense Ruben Villareal.
Nel 2006 combatte un ulteriore incontro in Inghilterra stendendo l'imbattuto Tadas Rimkevičius, e successivamente a quel match viene allontanato dalla Wolfslair MMA Academy.
A maggio inizia a combattere in Giappone per la Hero's, promozione di arti marziali miste nell'orbita della K-1: qui prosegue la sua striscia di finalizzazioni nel primo round sconfiggendo l'esperto di lotta libera ed ex lottatore Pride Tom Erikson.
Cinque mesi dopo mette KO anche Georgy Kaysinov, portando il proprio record personale a 7-0.
Silva conosce la prima sconfitta in carriera nel dicembre 2006, quando cade per KO tecnico durante il primo round contro l'ex campione KOTC Eric Pele in un incontro per la bodogFight.

### Elite Xtreme Combat
Nel 2007 inizia la propria esperienza negli Stati Uniti con la promozione EliteXC: l'esordio è positivo in quanto ottiene l'ennesima vittoria per KO tecnico nel primo round contro il veterano dell'UFC Wesley Correira.
Successivamente sottomette con uno strangolamento un altro ex UFC quale è Jonathan Wiezorek (record: 11-1); Silva avrebbe dovuto affrontare Wiezorek già in giugno con l'evento Dynamite!! USA della K-1, ma si scoprì che Silva aveva un tumore al cervello e di conseguenza venne operato per la rimozione dello stesso.
Nel 2008 ottiene un'importante vittoria ai punti contro Ricco Rodriguez, ex campione dei pesi massimi UFC e vincitore dell'ADCC Submission Wrestling World Championship del 1998: per Silva si trattò del primo incontro che non terminò durante il primo round.
Lo stesso anno combatte per il titolo di categoria contro l'ex contendente al titolo dei pesi massimi UFC ad interim Justin Eilers: Silva vinse per KO tecnico durante la seconda ripresa, divenendo il primo ed unico campione dei pesi massimi EliteXC, in quanto verso la fine dell'anno la compagnia chiuse.
Successivamente alla vittoria Silva venne trovato positivo al boldenone, uno steroide anabolizzante vietato, e venne sospeso per un anno; Silva affermò che doveva fare uso di tale sostanza per il suo basso livello di testosterone dovuto alla sua acromegalia.

### World Victory Road Sengoku
In barba alle leggi statunitensi Silva proseguì la sua carriera in Giappone con la promozione World Victory Road, nella quale combatté e sconfisse l'ex Pride Yoshihiro Nakao e il neozelandese Jim York.

### Strikeforce
Nel novembre 2009 Silva fece il suo ritorno negli Stati Uniti per combattere nella prestigiosa Strikeforce: l'esordio fu negativo, in quanto ottenne la sua seconda sconfitta in carriera per mano del fuoriclasse del jiu jitsu brasiliano Fabrício Werdum.
Si riscattò ottimamente nel 2010 sconfiggendo ai punti l'ex campione dei pesi massimi UFC Andrei Arlovski.
Lo stesso anno tornò a vincere per KO contro l'ex campione KOTC Mike Kyle, il quale sostituiva l'indisponibile Valentijn Overeem.
Nel 2011 Silva fu uno degli otto pesi massimi che presero parte al torneo Strikeforce Heavyweight Tournament: al tempo la Strikeforce vantava probabilmente il più talentuoso roster di pesi massimi al mondo, e per tale torneo poteva contare su atleti come Fedor Emelianenko, Andrei Arlovski, Sergei Kharitonov, Alistair Overeem, Fabrício Werdum, Brett Rogers e Josh Barnett, e su riserve del torneo come Daniel Cormier.
Nei quarti di finale ottenne la storica vittoria per stop medico contro la leggenda delle MMA Fedor Emelianenko, considerato da molti il lottatore più forte di sempre.
In semifinale avrebbe dovuto affrontare il campione Dream e K-1 Alistair Overeem, ma quest'ultimo dovette dare forfait per infortunio e venne sostituito con la riserva ed ex lottatore olimpico Daniel Cormier: Silva venne sconfitto per KO durante la prima ripresa.

### Ultimate Fighting Championship
Nel 2012 l'UFC, considerata al tempo la più importante promozione al mondo di MMA, stava cannibalizzando il roster dei pesi massimi della Strikeforce in prospettiva di una futura acquisizione dell'organizzazione di San Jose: così Antonio Silva divenne un lottatore UFC.
L'esordio del 26 maggio 2012 con l'evento UFC 146 avrebbe dovuto vedere il brasiliano affrontare Roy Nelson, lottatore dalla mascella grantitica e dal destro da KO, ma la squalifica affibbiata al contendente al titolo Alistair Overeem prima della sua sfida contro il campione in carica Junior dos Santos fece cambiare drasticamente la card dell'evento, e Silva alla fine venne scelto come avversario dell'ex campione Cain Velasquez, il quale con una vittoria contro "Pezão" avrebbe ottenuto il rematch contro dos Santos: Velasquez ottenne subito un takedown seguito da una gomitata al volto di Silva che aprì una profonda ferita sul volto del sudamericano, il quale non riuscì più a difendersi a terra e venne sconfitto per KO tecnico durante la prima ripresa.
La prima vittoria in UFC per Silva avvenne quattro mesi dopo contro l'imbattuto top 10 di categoria Travis Browne, con un KO tecnico nella prima ripresa.
Nel 2013 Silva ottenne una delle vittorie più importanti della sua carriera quando riuscì in un clamoroso upset mettendo KO nel terzo round il probabile contendente al titolo Alistair Overeem, il quale era dato come grande favorito; la vittoria gli valse il rematch contro Cain Velasquez, il quale nel frattempo era diventato campione dei pesi massimi UFC per la seconda volta in carriera.
La rivincita contro Cain Velasquez valida per il titolo vede il medesimo epilogo del precedente incontro, con il campione latinos che difende con successo il titolo per KO tecnico.
In dicembre ottiene il suo primo pareggio in carriera nella sfida contro l'ex campione K-1 Mark Hunt, sfida che valse ad entrambi gli atleti il riconoscimento Fight of the Night; successivamente tale premio gli venne tolto in quanto "Bigfoot" venne trovato positivo ad un test antidoping, il risultato dell'incontro venne cambiato in "No Contest" per il solo Antonio Silva e lo stesso atleta sudamericano venne sospeso dall'UFC per nove mesi.
Nel settembre 2014 cade contro l'ex campione Andrei Arlovski per KO durante il primo round.
Nel febbraio del 2015 venne sconfitto nuovamente, questa volta per mano dell'ex campione Frank Mir. Ad agosto spezza la sua striscia di sconfitte, ottenendo una notevole vittoria per KO Tecnico contro Soa Palelei, in meno di un minuto dall'inizio della seconda ripresa.
A novembre affrontò per la seconda volta Mark Hunt. Dopo essere stato colpito con un potente diretto destro in pieno volto, Silva capitolò al suolo costringendo l'arbitro a fermare l'incontro per KO Tecnico al primo round.
L'8 maggio del 2016 dovette affrontare Stefan Struve. Dopo pochissimi secondi dall'inizio dell'incontro, in un tentativo di avanzata, Silva venne colpito da un montante in pieno volto e da una ginocchiata sullo stomaco che lo portarono al tappeto, da questa posizione subì una serie di gomitate sulla tempia, perdendo il match per KO tecnico.
Il 24 settembre dovette affrontare Roy Nelson. Al quarto minuto del secondo round, Silva venne colpito da un potente montante destro finendo al tappeto, dopodiché venne finalizzato per KO con una serie di pugni al volto. Dopo la fine del match, Nelson se la prese con l'arbitro Jon McCarthy per aver interrotto l'incontro troppo tardi, facendo subire a Silva dei colpi in più del dovuto.
Viene rilasciato dalla UFC il 21 ottobre del 2016, dopo tre sconfitte consecutive per KO.

## Risultati nelle arti marziali miste
| Risultato | Record    | Avversario        | Metodo                               | Evento                                       | Data              | Round | Tempo | Luogo                        | Note                                                      |
| --------- | --------- | ----------------- | ------------------------------------ | -------------------------------------------- | ----------------- | ----- | ----- | ---------------------------- | --------------------------------------------------------- |
| Sconfitta | 19-14 (1) | Oleg Popov        | KO (pugni)                           | MMA Series 53                                | 24 giugno 2022    | 2     | 0:15  | Mosca, Russia                |                                                           |
| Sconfitta | 19-13 (1) | Quentin Domingos  | KO Tecnico (pugni)                   | Megdan Fighting 9: Under the Bright Sky      | 13 giugno 2021    | 2     | 0:30  | Šabac, Serbia                |                                                           |
| Sconfitta | 19–12 (1) | Vitaly Minakov    | KO (pugni)                           | Fight Nights Global 68: Pavlovich            | 2 giugno 2017     | 2     | 1:37  | San Pietroburgo, Russia      |                                                           |
| Sconfitta | 19–11 (1) | Ivan Shtyrkov     | Decisione (unanime)                  | Titov Boxing Promotion: Shtyrkov vs. Silva   | 18 novembre 2016  | 3     | 5:00  | Yekaterinburg, Russia        |                                                           |
| Sconfitta | 19-10 (1) | Roy Nelson        | KO (pugni)                           | UFC Fight Night: Cyborg vs. Lansberg         | 24 settembre 2016 | 2     | 4:10  | Brasilia, Brasile            |                                                           |
| Sconfitta | 19-9 (1)  | Stefan Struve     | KO (gomitate)                        | UFC Fight Night: Overeem vs. Arlovski        | 8 maggio 2016     | 1     | 0:16  | Rotterdam, Paesi Bassi       |                                                           |
| Sconfitta | 19-8 (1)  | Mark Hunt         | KO Tecnico (pugni)                   | UFC 193: Rousey vs. Holm                     | 15 novembre 2015  | 1     | 3:41  | Melbourne, Australia         |                                                           |
| Vittoria  | 19-7 (1)  | Soa Palelei       | KO Tecnico (pugni)                   | UFC 190: Rousey vs. Correia                  | 1º agosto 2015    | 2     | 0:41  | San Paolo, Brasile           |                                                           |
| Sconfitta | 18-7 (1)  | Frank Mir         | KO (pugni e gomitate)                | UFC Fight Night: Bigfoot vs. Mir             | 22 febbraio 2015  | 1     | 1:40  | Porto Alegre, Brasile        |                                                           |
| Sconfitta | 18-6 (1)  | Andrei Arlovski   | KO (pugni)                           | UFC Fight Night: Bigfoot vs. Arlovski        | 13 settembre 2014 | 1     | 2:59  | Brasilia, Brasile            |                                                           |
| Parità    | 18-5 (1)  | Mark Hunt         | Parità (maggioranza)                 | UFC Fight Night: Hunt vs. Bigfoot            | 7 dicembre 2013   | 5     | 5:00  | Brisbane, Australia          |                                                           |
| Sconfitta | 18-5      | Cain Velasquez    | KO Tecnico (pugni)                   | UFC 160: Velasquez vs. Bigfoot II            | 25 maggio 2013    | 1     | 1:21  | Las Vegas, Stati Uniti       | Per il titolo dei Pesi Massimi UFC                        |
| Vittoria  | 18-4      | Alistair Overeem  | KO (pugni)                           | UFC 156: Aldo vs. Edgar                      | 2 febbraio 2013   | 3     | 0:25  | Las Vegas, Stati Uniti       |                                                           |
| Vittoria  | 17-4      | Travis Browne     | KO Tecnico (pugni)                   | UFC on FX: Browne vs. Bigfoot                | 5 ottobre 2012    | 1     | 3:27  | Minneapolis, Stati Uniti     |                                                           |
| Sconfitta | 16-4      | Cain Velasquez    | KO Tecnico (pugni)                   | UFC 146: Dos Santos vs. Mir                  | 26 maggio 2012    | 1     | 3:36  | Las Vegas, Stati Uniti       | Debutto in UFC                                            |
| Sconfitta | 16–3      | Daniel Cormier    | KO (pugni)                           | Strikeforce World GP: Barnett vs. Kharitonov | 10 settembre 2011 | 1     | 3:56  | Cincinnati, Stati Uniti      | Strikeforce 2011 Heavyweight Grand Prix, Semifinale       |
| Vittoria  | 16–2      | Fedor Emelianenko | KO Tecnico (stop medico)             | Strikeforce: Fedor vs. Silva                 | 12 febbraio 2011  | 2     | 5:00  | East Rutherford, Stati Uniti | Strikeforce 2011 Heavyweight Grand Prix, Quarti di finale |
| Vittoria  | 15–2      | Mike Kyle         | KO Tecnico (pugni)                   | Strikeforce: Henderson vs. Babalu II         | 4 dicembre 2010   | 2     | 2:49  | Saint Louis, Stati Uniti     |                                                           |
| Vittoria  | 14–2      | Andrei Arlovski   | Decisione (unanime)                  | Strikeforce: Heavy Artillery                 | 15 maggio 2010    | 3     | 5:00  | Saint Louis, Stati Uniti     |                                                           |
| Sconfitta | 13–2      | Fabrício Werdum   | Decisione (unanime)                  | Strikeforce: Fedor vs. Rogers                | 7 novembre 2009   | 3     | 5:00  | Hoffman Estates, Stati Uniti | Debutto in Strikeforce                                    |
| Vittoria  | 13–1      | Jim York          | Sottomissione (triangolo di braccio) | World Victory Road: Sengoku 10               | 23 settembre 2009 | 1     | 3:51  | Saitama, Giappone            |                                                           |
| Vittoria  | 12–1      | Yoshihiro Nakao   | KO Tecnico (infortunio al ginocchio) | World Victory Road: Sengoku no Ran 2009      | 4 gennaio 2009    | 1     | 1:42  | Saitama, Giappone            |                                                           |
| Vittoria  | 11–1      | Justin Eilers     | KO Tecnico (ginocchiate e pugni)     | EliteXC: Unfinished Business                 | 26 luglio 2008    | 2     | 0:19  | Stockton, Stati Uniti        | Vince il titolo dei Pesi Massimi EliteXC                  |
| Vittoria  | 10–1      | Ricco Rodriguez   | Decision (non unanime)               | EliteXC: Street Certified                    | 16 febbraio 2008  | 3     | 5:00  | Miami, Stati Uniti           |                                                           |
| Vittoria  | 9–1       | Jonathan Wiezorek | Sottomissione (rear naked choke)     | EliteXC: Renegade                            | 10 novembre 2007  | 1     | 3:12  | Corpus Christi, Stati Uniti  |                                                           |
| Vittoria  | 8–1       | Wesley Correira   | KO Tecnico (pugni)                   | EliteXC: Destiny                             | 10 febbraio 2007  | 1     | 3:49  | Southaven, Stati Uniti       |                                                           |
| Sconfitta | 7–1       | Eric Pele         | KO Tecnico (pugni)                   | BodogFight: USA vs. Russia                   | 2 dicembre 2006   | 1     | 2:40  | Vancouver, Canada            |                                                           |
| Vittoria  | 7–0       | Georgy Kaysinov   | KO (pugno)                           | Hero's 7                                     | 9 ottobre 2006    | 1     | 1:08  | Yokohama, Giappone           |                                                           |
| Vittoria  | 6–0       | Tom Erikson       | KO Tecnico (pugno)                   | Hero's 5                                     | 3 maggio 2006     | 1     | 2:49  | Tokyo, Giappone              |                                                           |
| Vittoria  | 5–0       | Tadas Rimkevičius | KO Tecnico (pugni)                   | CWFC: Strike Force 5                         | 25 marzo 2006     | 1     | 3:22  | Coventry, Regno Unito        | Difende il titolo dei Pesi Supermassimi Cage Warriors     |
| Vittoria  | 4–0       | Ruben Villareal   | KO Tecnico (pugni)                   | CWFC: Strike Force 4                         | 26 novembre 2005  | 1     | 3:07  | Coventry, Regno Unito        | Vince il titolo dei Pesi Supermassimi Cage Warriors       |
| Vittoria  | 3–0       | Rafael Carino     | KO Tecnico (stop dall'angolo)        | Cage Rage 12: The Real Deal                  | 2 luglio 2005     | 1     | 2:55  | Londra, Regno Unito          | Vince il mondiale dei Pesi Massimi Cage Rage              |
| Vittoria  | 2–0       | Marcus Tchinda    | KO Tecnico (sottomissione ai pugni)  | CWFC: Strike Force                           | 2 maggio 2005     | 1     | 3:03  | Coventry, Regno Unito        | Debutto in Cage Warriors                                  |
| Vittoria  | 1–0       | Tengiz Tedoradze  | KO Tecnico (pugni)                   | UKMMAC 10: Slugfest                          | 6 marzo 2005      | 1     | 0:48  | Essex, Regno Unito           |                                                           |